# Скворцов Микола Олександрович
Микола Олександрович Скворцов (рос. Николай Александрович Скворцов; 14 (26) жовтня 1899, село Цвєтноє Красноярського повіту Астраханської губернії, тепер Астраханської області, Російська Федерація — 15 січня 1974, місто Москва) — радянський партійний і державний діяч, член ЦК ВКП(б) (1939—1952), член Центральної ревізійної комісії КПРС (1952—1956), депутат Верховної Рада СРСР 1-го, 2-го й 4-го скликань.

## Життєпис
Народився в родині маляра. У дитячі роки втратив батьків, до 1917 року виховувався в родині рідного дядька, який працював машиністом на залізниці. До 1918 року Микола Скворцов навчався в школі, одночасно працював на виробництві.
З січня по серпень 1918 року — червоногвардієць, співробітник військкомату в місті Астрахані. У серпні 1918 — квітні 1919 року — помічник начальника етапів (пересильних пунктів) управління військових сполучень Каспійсько-Кавказького фронту в місцевостях Баси, Михайловка, Терняки Астраханської губернії. З квітня по червень 1919 року лікувався в лазареті № 2 міста Астрахані.
У червні 1919 — березні 1920 року — завідувач фінансового підвідділу відділу праці Красноярського повітового виконкому Астраханської губернії.
Член РКП(б) з жовтня 1919 року.
У квітні — серпні 1920 року — військовий комісар 4-ї окремої штрафної частини в місті Астрахані.
У серпні 1920 — травні 1921 року — заступник голови Маницької повітової комісії по боротьбі з бандитизмом і дезертирством, командир кавалерійського загону в Маницькому улусі Калмицької автономної області.
У травні 1921 — травні 1923 року — завідувач агітаційно-пропагандистського відділу Маницького улусного комітету ВКП(б), завідувач улусного відділу народної освіти і заступник голови Маницького улусного виконавчого комітету Калмицької автономної області.
У травні 1923 — жовтні 1924 року — завідувач повітового відділу народної освіти і заступник голови Ремонтненського повітового виконавчого комітету Калмицької автономної області.
У жовтні 1924 — жовтні 1925 року — відповідальний секретар Ремонтненського повітового комітету ВКП(б) Калмицької автономної області.
У жовтні 1925 — червні 1928 року — завідувач Сальського окружного відділу народної освіти (Північно-Кавказький край).
У червні 1928 — вересні 1930 року — голова Сальського окружного планового відділу і заступник голови Сальського окружного виконавчого комітету Північно-Кавказького краю.
У вересні 1930 — січні 1934 року — студент Московського планово-економічного інституту імені Крижановського, плановик—економіст.
У лютому 1934 — квітні 1938 року — інструктор облікового відділу відділу керівних партійних органів ЦК ВКП(б), керівник групи обліку кадрів, заступник завідувача сектору, завідувач сектору обліку керівних кадрів, завідувач сектору військових кадрів, заступник завідувача відділу керівних партійних органів ЦК ВКП(б).
У квітні — травні 1938 року — в.о. 2-го секретаря ЦК КП(б) Казахстану.
У травні — липні 1938 року — в.о. 1-го секретаря ЦК КП(б) Казахстану. 14 липня 1938 — 13 липня 1945 року — 1-й секретар ЦК КП(б) Казахстану. До листопада 1945 року — не працював через хворобу.
11 листопада 1945 — 4 лютого 1947 року — народний комісар (міністр) технічних культур СРСР.
4 лютого 1947 — 15 березня 1953 року — міністр радгоспів СРСР.
У травні — вересні 1953 року — член колегії Міністерства сільського господарства й заготівель СРСР.
У вересні 1953 — березні 1954 року — 1-й заступник міністра радгоспів СРСР. З березня по жовтень 1954 року — не працював через хворобу.
У жовтні 1954 — липні 1957 року — заступник начальника Управління сільського господарства Міністерства промисловості продовольчих товарів СРСР.
У липні 1957 — квітні 1958 року — заступник начальника Головного управління збуту сировини для харчової промисловості («Головхарчозбутсировина») при Держплані СРСР. У квітні 1958 — січні 1963 року — заступник начальника Союзного головного управління постачання сировини для харчової промисловості («Союзголовхарчопромсировина») при Держплані СРСР.
Одночасно у 1957—1959 роках — слухач Вищих економічних курсів при Державному плановому комітеті РМ СРСР.
У січні 1963 — листопаді 1965 року — заступник начальника Союзного головного управління постачання сировини для харчової промисловості («Союзголовхарчопромсировина») при Раді народного господарства СРСР. У листопаді 1965 — вересні 1966 року — в.о. начальника Управління «Союзголовхарчопромсировина» при Міністерстві харчової промисловості СРСР.
З вересня 1966 року — персональний пенсіонер союзного значення в Москві.
Похований на Новодівочому цвинтарі Москви.

## Нагороди
- два ордени Леніна (15.02.1939, 24.12.1949)
- орден Вітчизняної війни І ст.
- орден Трудового Червоного Прапора
- орден «Знак Пошани»
- медалі